# Mathias Edlinger
Mathias Edlinger (* in Murau, Steiermark; † 1645 in Kaisersteinbruch, Westungarn, heute Burgenland) war ein österreichischer Steinmetzmeister und Bildhauer der Renaissance.

## Leben und Wirken
Meister Mathias Edlinger heiratete Cunigunde N. in Wiener Neustadt, dort war eine Hauptlade des Steinmetz- und Maurerhandwerkes, anno 1615, für Kirchschlag, Schottwien, Neunkirchen, Aichbüchel, Piesting, Leobersdorf, Pottenstein, Ebenfurth, Baden, Gumpoldskirchen, Mödling, Petersdorf, Rodaun, für den kayserlichen Steinbruch am Leithaberg, für Deutsch- und Ungarisch Prodersdorf, Purbach, Milichdorf, Eisenstadt und Ödenburg. Wobei Baden und Kaisersteinbruch bereits 1617 (Beginn des Meisterbuches) Zunftladen des Handwerks, so genannte Viertelladen waren. 1640 kamen sie in nach Kaisersteinbruch und kauften Haus mit Garten vom Schneidermeister Daniel Prandner.
Aus der Tatsache, dass er keinen Steinbruch pachtete, oder pachten konnte, ergibt sich: Edlinger arbeitete beim Bau der Kaisersteinbrucher Kirche. Darüber sind – im ansonsten weitgehend vollständigen Stiftsarchiv – nur spärliche Unterlagen vorhanden.

## Handwerksordnung für den kayserlichen Steinbruch 1625
Beide starben 1645 an der Pest, ... der Mathiaß Edlinger sel. so in 1645 samt seiner Haußwirtin an der leidigen Pest, davor uns Gott der Allmächtige wolle behüten, gestorben. Am 24. Mai 1646, also im Jahr nach ihrem Ableben, wurde eine Inventur angesetzt. In Anwesenheit der Herrschaft und des Richters Andre Ruffini, der Meister Hieronymus Bregno und Thomas Ruffini, als Gerichtsgeschworene, wurden Guthaben und Schulden abgerechnet. Das nach seinem Tod bisher öde gestandene Haus mit Garten, dem Steinmetz Ulrich Stampf verkauft, ergab 80 Gulden. Das vorhandene Vieh, das Bargeld usw. ist dem Thomas Ruffini, als Taufpate, zur Erziehung des hinterlassenen Sohnes Thomas überlassen worden.
In den Jahren um 1644 und danach grassierte in Kaisersteinbruch und der Umgebung die Pest. Das zeigt eine kleine Auswahl von Wegkreuzen der Umgebung, der Tabernakelpfeiler in Oggau 1644, das Pestkreuz in Kaisersteinbruch von Paul Cleritz 1646, das Pestkreuz in Winden am See 1646, ein Friedhofskreuz in Sankt Margarethen im Burgenland 1646, das Pestkreuz in Breitenbrunn 1646, die Dreifaltigkeitssäule Purbach 1647. Viele davon sind aus dem Kaisersteinbrucher Stein, können aber keinem Meister direkt zugeordnet werden.

## Archivalien
- Stadtarchiv Wiener Neustadt, Steinmetzakten
- Stift Heiligenkreuz Archiv, Register, Zechrechnungen

Inventur Mathias Edlinger und Cunigunde seine Hauswirtin sel. vom 24. Mai 1646.